# Solidaritet (dokumentarfilm)
|  | Denne artikel er oprettet af botten Steenthbot ud fra en ekstern database. Den kan derfor have sproglige fejl eller mangler. Denne skabelon kan fjernes efter kontrol af indholdet. |

 For alternative betydninger, se Solidaritet. (Se også artikler, som begynder med Solidaritet)
Solidaritet er en dansk dokumentarfilm fra 1975 instrueret af Anders Odsbjerg.

## Handling
Skildring af den danske arbejderbevægelses forhold til udenlandske arbejdere i Danmark. Der trækkes paralleller og modsætninger op mellem holdningen til polske roearbejdere på Lolland-Falster ved århundredeskiftet og holdningen til gæstearbejdere i dag. Er der opnået solidaritet? Formand for LO Thomas Nielsen, direktør for Dansk Arbejdsgiverforening Arne Lund, arbejdsminister Johan Philipsen samt en gruppe arbejdere medvirker og repræsenterer de forskellige synspunkter i debatten.